# 위키백과 제로

위키백과 제로 로고

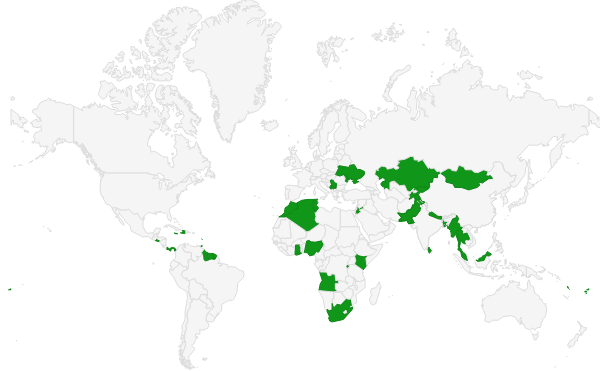
참여 국가 지도 (2016년 5월 기준)

위키백과 제로(Wikipedia Zero)는 특히 신흥 시장에서 위키백과를 휴대 전화에서 무료로 제공하는 위키미디어 재단의 프로젝트이다. 이 프로그램은 2012년에 시작하였으며 2013 SXSW 인터랙티브 어워드를 받았다. 이 프로그램의 목적은 특히 데이터 이용 비용 없이 자유로운 지식으로의 접근을 늘려나가는 것이다.
위키백과 제로에 영향을 받아 페이스북 제로가 언급되기도 했다.